# Етруска митология
Етруската митология е митологията на етруските, древен народ, населявал днешна централна Италия. Сведенията за нея са ограничени и се базират главно на по-късни източници, тъй като етруските постепенно са претопени в римската култура, която абсорбира различни етруски поверия, обичаи и божества в своята митология.

## Формиране
Въпреки че произходът на етруските все още е спорен, което не позволява с точност да се определи кога и при какви точно обстоятелства се е формирала митологията им, главно на базата на сравнителната митология се смята, че първоизточниците ѝ са от егейско-малоазийския ареал. В подкрепа на това са и някои определени черти във вярванията, присъщи на източните митологии – свещената царска власт, лабрисът, владетелският трон и др. Представите на етруските за създаването и устройството на света в някои отношения са близки до тези в Египет и Месопотамия. По-късно, когато по италийските брегове се заселват гръцки колонисти, боговете на етруските и олимпийските богове започват да се отъждествяват.

## Представи за света
Във вертикален план древните етруски представят вселената като триетажен (тристепенен) храм, където най-горната част е небето, средната е земята, а най-долната – подземното царство на мъртвите. Според тях средната и долната част на света се съединяват с входове, които представляват пукнатини по земната повърхност. Поради тази представа във всеки етруски град са правени подобни ями (т. нар. mundus), при които се поднасят жертвите за подземните богове и за душите на умрелите. В хоризонтален план те делят света на четири, ориентиран по четирите посоки, като вярват, че добрите божества и духове обитават изтока, а лошите – запада.

## Пантеон
Божествата на етруските са много на брой, но поради оскъдните източници в повечето случаи са познати само с имената си. Освен в богове, етруските вярват и в добри и зли демони, чиито животински черти в запазените им изображения, позволяват да се мисли, че е възможно в началото това да са били свещени животни, изместени на по-късен етап от развитието на митологичната система от антропоморфизацията на боговете.

## Списък на етруски божества
- Аита
- Алпан
- Аплу
- Артуме
- Атунис
- Каута
- Харонтес
- Харун
- Кулсу
- Еван
- Фебруус
- Ферония
- Фуфлунс
- Хорта
- Ларан
- Ласа
- Лосна
- Маниа
- Мантус
- Менрва
- Нетунс
- Нортия
- Селванс
- Семиа
- Сетланс
- Тагес
- Тархон
- Тална
- Тесан
- Тиниа
- Тухулка
- Туран (Етруска митология)
- Турмс
- Тиренус
- Уни
- Вант
- Вейве
- Волтумна